# Magnificent
Magnificent – singel zespołu U2. Drugi z płyty No Line on the Horizon. Został wydany 4 maja 2009 roku. Pierwotna nazwa utworu brzmiała "French Disco". Została jednak zmieniona podczas nagrań.

## Lista utworów

### 7": Island / TBC
1. "Magnificent"   	4:21
2. "Breathe (Live from Somerville Theatre, Boston)"

### CD: Island / TBC
1. "Magnificent"   	4:21
2. "Breathe (Live from Somerville Theatre, Boston)"

1. "Magnificent"   	4:21
2. "Vertigo (Live from Somerville Theatre, Boston)"
3. "Get on Your Boots (Justice Remix)"
4. "Magnificent - Fred Falke Full Club Mix"

### CD: Island / INTR-12571-2
1. "Magnificent"  	4:21